# Teresa Giovannucci
Teresa Giovannucci coniugata Antonini (Fratte Rosa, 29 luglio 1912 – Riano, 1997) è stata una donna italiana che ha salvato la vita di otto persone ebree durante la seconda guerra mondiale e lo Stato di Israele le ha attribuito il titolo di "Giusto tra le Nazioni".

## Biografia
Nacque nel 1912 in un piccolo centro della provincia di Pesaro e Urbino, Fratte Rosa, da una famiglia di modeste condizioni e giovanissima si trasferì a Roma per lavorare come domestica. Dopo un primo impiego, andò a servizio nella casa del rabbino Marco Vivanti che viveva nei pressi della Basilica di Santa Maria Maggiore con la moglie Silvia Terracina e le figlie, Emma ed Enrica. Teresa restò in quella casa per quasi tredici anni in un clima di reciproco affetto, ma fu costretta ad andarsene dopo l'emanazione delle leggi razziali fasciste nel 1938, che impedivano ai Vivanti di avere una cameriera di razza ariana. Il rabbino le procurò un nuovo impiego presso una ditta che forniva i pasti agli operai del Palazzo del Littorio, dove ebbe modo di incontrare Pietro Antonini, muratore, che sposò e col quale si trasferì a Riano, vicino a Roma, nel 1942.
Teresa tuttavia continuò a tenersi in contatto coi Vivanti, e quando il 30 settembre 1943 non li trovò in casa, ma li seppe nascosti in un retrobottega per sfuggire ai Tedeschi, li convinse a seguirla a Riano dove sarebbero stati più al sicuro. Pochi giorni dopo ci sarebbe stato il rastrellamento del ghetto di Roma.
Teresa e il marito Pietro si sistemarono al piano terra della loro piccola abitazione, lasciando il piano superiore a otto persone: ai quattro membri della famiglia Vivanti si erano aggiunti Alessandro Dell'Ariccia, marito di Emma, e la loro bambina, Miriam, il fidanzato di Enrica e una nipote del rabbino. Poterono finalmente uscire dal nascondiglio e riprendere la loro vita solo all'arrivo degli Alleati, il 6 giugno 1944, giusto in tempo per sottrarsi alla condanna a morte per fucilazione emessa nei confronti di Teresa, di suo marito e degli otto ospiti ebrei e fissata il 10 giugno, scaturita probabilmente a seguito di una denuncia. 
Teresa Giovannucci morì nel 1997.

## Riconoscimenti
Il gesto di Teresa Giovannucci e suo marito Pietro Antonini è stato onorato nel 1993 con una cerimonia in cui sono stati dichiarati Giusti tra le nazioni, riconoscimento concesso ai non ebrei che hanno salvato anche solo una persona ebrea dal genocidio nazista. Oltre a una medaglia, un attestato e altre onorificenze, è stato piantato in loro ricordo un albero nel Giardino dei Giusti di Gerusalemme.